# Даймлер, Готтлиб
Готтлиб Вильгельм Даймлер (нем. Gottlieb Wilhelm Daimler); собственно Доймлер (Däumler; 17 марта 1834[…], Шорндорф — 6 марта 1900[…], Бад-Канштатт, Королевство Вюртемберг) — немецкий инженер, конструктор и промышленник.
Совместно с Вильгельмом Майбахом Даймлер разработал один из первых автомобилей и несколько типов бензиновых двигателей внутреннего сгорания.

## Биография
Готтлиб Вильгельм Даймлер был сыном пекаря из городка Шорндорф неподалёку от Штутгарта. По окончании начальной школы в 1847 году он начал работать подмастерьем оружейника — изготавливал двустволки. В 1857 году Даймлер начинает учёбу в Штутгартском политехническом институте. После учёбы ездил и работал в разных европейских странах: Франции, Англии и Бельгии.
В 1863 году начал работать на фабрике «Брудерхауз» в Ройтлингене. Фабрика была богоугодным заведением, здесь давали работу сиротам, инвалидам и беднякам. Здесь Даймлер познакомился с девятнадцатилетним Вильгельмом Майбахом, способным инженером, который стал его деловым партнёром на всю оставшуюся жизнь.
В 1867 году Даймлер женился на Эмме Кунц, дочери аптекаря.
В 1869 году переехал в Карлсруэ и начал работать на заводе Maschinenbau-Gesellschaft Karlsruhe AG. Шесть месяцев спустя к нему присоединился Вильгельм Майбах.
В 1872 году стал одним из технических директоров на заводе по производству двигателей внутреннего сгорания в Кёльне (директором этого завода был изобретатель четырёхтактного двигателя внутреннего сгорания Николаус Отто), Майбах стал главным конструктором.
В 1876 году Николаус Отто изобрёл четырёхтактный цикл, а в 1877 году запатентовал четырёхтактный двигатель внутреннего сгорания. В это время независимо от Отто, Даймлера и Майбаха работавший в Мангейме Карл Бенц создал двухтактный двигатель внутреннего сгорания и в 1879 году получил на него патент.
В 1880 году из-за личных разногласий с Отто, возникших в результате спора о пути развития двигателей внутреннего сгорания, Даймлер и Майбах покинули Deutz-AG и начали совместную работу. В 1882 году они переехали в Штутгарт, где в пригороде Каннштатт купили дом и пристроили к нему лабораторию.
Именно Даймлер и Майбах решили, что топливом для их двигателя должен быть продукт перегонки нефти. В то время таких продуктов было три: смазочное масло, керосин и бензин, в основном применявшийся для чистки одежды и продававшийся в аптеках. В качестве топлива был выбран наиболее легко воспламеняемый бензин.

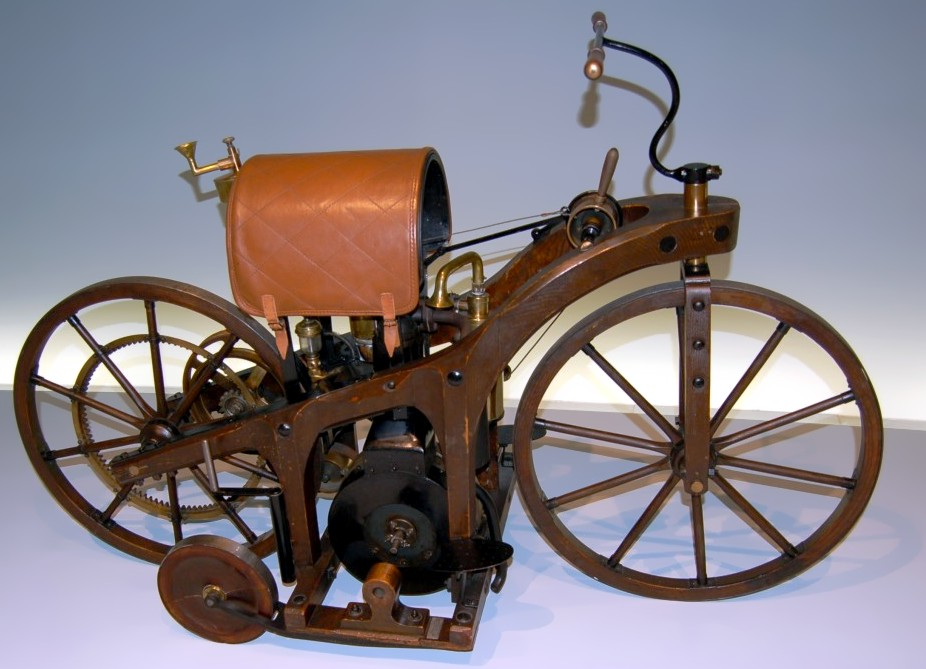
Мотоцикл Даймлера с ДВС 1885 года

В конце 1885 года Даймлер и Майбах сконструировали свой первый двигатель. В 1885 году ими был также придуман карбюратор. В августе 1885 Даймлер запатентовал первый мотоцикл («Daimler Reitwagen»), установив небольшой двигатель на деревянную раму с деревянными же колёсами. 10 ноября 1885 года  Пауль Даймлер, сын Готтлиба Даймлера проехал на нём 3 км вдоль реки Неккар, развив скорость 12 км/ч.

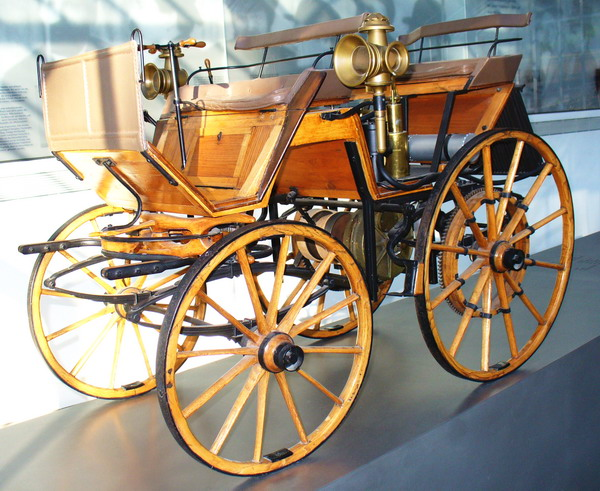
Карета Даймлера с ДВС 1886 года

8 марта 1886 года Даймлер и Майбах привезли к дому карету, сказав соседям, что это — подарок госпоже Даймлер на день рождения. На эту карету Майбах установил двигатель мощностью 1,5 л. с. и ременную передачу к колёсам. Таким образом был создан первый четырёхколёсный самодвижущийся (со скоростью 16 км/ч) экипаж.
В 1887 году Даймлер и Майбах сделали и испытали также лодочный мотор. Двигатели для лодок были главной продукцией фирмы Даймлера в течение нескольких лет. 10 августа 1888 года совершил первый полёт воздушный шар, приводимый в движение двигателем внутреннего сгорания Даймлера. В 1889 году Даймлер и Майбах построили свой первый автомобиль — больше похожий на карету без лошади. Этот автомобиль был представлен в октябре 1889 на парижской выставке. В том же году умерла жена Даймлера, Эмма Кунц.
В 1890 году Даймлер организовал компанию Daimler-Motoren-Gesellschaft (DMG) по производству небольших, мощных двигателей для использования на земле, в небесах и на море. Этот лозунг стал основой для знаменитой трехконечной звезды — логотипа современной компании Mercedes-Benz. 28 ноября 1890 года DMG была преобразована в акционерное общество. 11 февраля 1891 года Майбах вышел из состава акционерного общества и продолжал работу отдельно.
В 1892 году был продан первый автомобиль. Зимой 1892/1893 годов Даймлер перенёс инфаркт и по предписанию врача отправился в Италию. Во Флоренции он повстречал Лину Хартманн, вдову на двадцать два года младше его. 8 июля 1893 года они поженились. В 1893 году Даймлер ушёл из компании DMG, оставив ей все свои патенты за предыдущие тридцать лет.
В 1894 году Майбах, Даймлер и его сын Пауль построили третий двигатель «Феникс». В 1894 году лицензию на двигатель и на бренд «Даймлер» купил английский предприниматель Ф. Симмс. Сперва эта компания продавала в Англии автомобили фирмы DMG. Но затем начала выпускать под именем «Даймлер» автомобили собственной конструкции. Таким образом, автомобили марки «Даймлер» — это автомобили британского производства. До 1950 года автомобили для британской королевской семьи изготавливались только фирмой «Даймлер». В 1960 году компания «Даймлер» слилась с компанией Jaguar.
В 1895 году DMG выпустила свой 1000-й двигатель. В 1899 году был выпущен первый автомобиль фирмы DMG «Мерседес», названный по имени дочери торговца, дипломата и автогонщика Эмиля Еллинека. Готтлиб Даймлер умер 6 марта 1900 года и был похоронен на местном кладбище Уфф-Кирххоф.